# Туробін-Бжозова
Туробін-Бжозова (пол. Turobin-Brzozowa) — село в Польщі, у гміні Старий Люботинь Островського повіту Мазовецького воєводства.
Населення — 124 особи (2011).
У 1975-1998 роках село належало до Остроленцького воєводства.

## Демографія
Демографічна структура станом на 31 березня 2011 року:
|          | Загалом | Допрацездатний вік | Працездатний вік | Постпрацездатний вік |
| -------- | ------- | ------------------ | ---------------- | -------------------- |
| Чоловіки | 61      | 9                  | 43               | 9                    |
| Жінки    | 63      | 21                 | 26               | 16                   |
| Разом    | 124     | 30                 | 69               | 25                   |